# Petar Velimirović
Petar Velimirović cyr. Петар Велимировић (ur. 16 stycznia 1848 we wsi Sikole k. Negotina, zm. 23 grudnia 1911 w Belgradzie) – serbski inżynier i polityk, dwukrotny premier Serbii (1902, 1908-1909).

## Życiorys
W 1872 ukończył studia na Politechnice w Zurychu, uzyskując dyplom inżyniera. Po powrocie do Serbii pracował w przedsiębiorstwie budowlanym. Zaangażowany w politykę jako zwolennik Svetozara Markovicia w 1876 wziął udział w demonstracjach antyrządowych w Kragujevacu i w ataku na budynek władz lokalnych. W 1877 wyjechał z kraju w obawie przed aresztowaniem - początkowo do Nowego Sadu, następnie do Pesztu, a w 1883 do Bułgarii. Przez kilka lat uczył w gimnazjum sofijskim. Po powrocie do kraju w 1887 objął stanowisko ministra robót publicznych w gabinecie Jovana Risticia. Tekę ministra sprawował także w kolejnych gabinetach Đorđe Simicia, Nikoli Pašicia i Savy Grujicia. W 1889 jako minister podjął decyzję o nacjonalizacji kolei serbskich i wykupieniu ich z rąk cudzoziemców.
W 1902 po raz pierwszy stanął na czele rządu, ale ten przetrwał niespełna miesiąc. W 1903 Velimirović przewodniczył obradom Skupsztiny, która podjęła decyzję o wyborze Piotra I Karadziordziewicia na nowego króla Serbii. W lipcu 1908 Velimirović ponownie stanął na czele rządu i sprawował władzę przez siedem miesięcy.